# Người Phù Lá

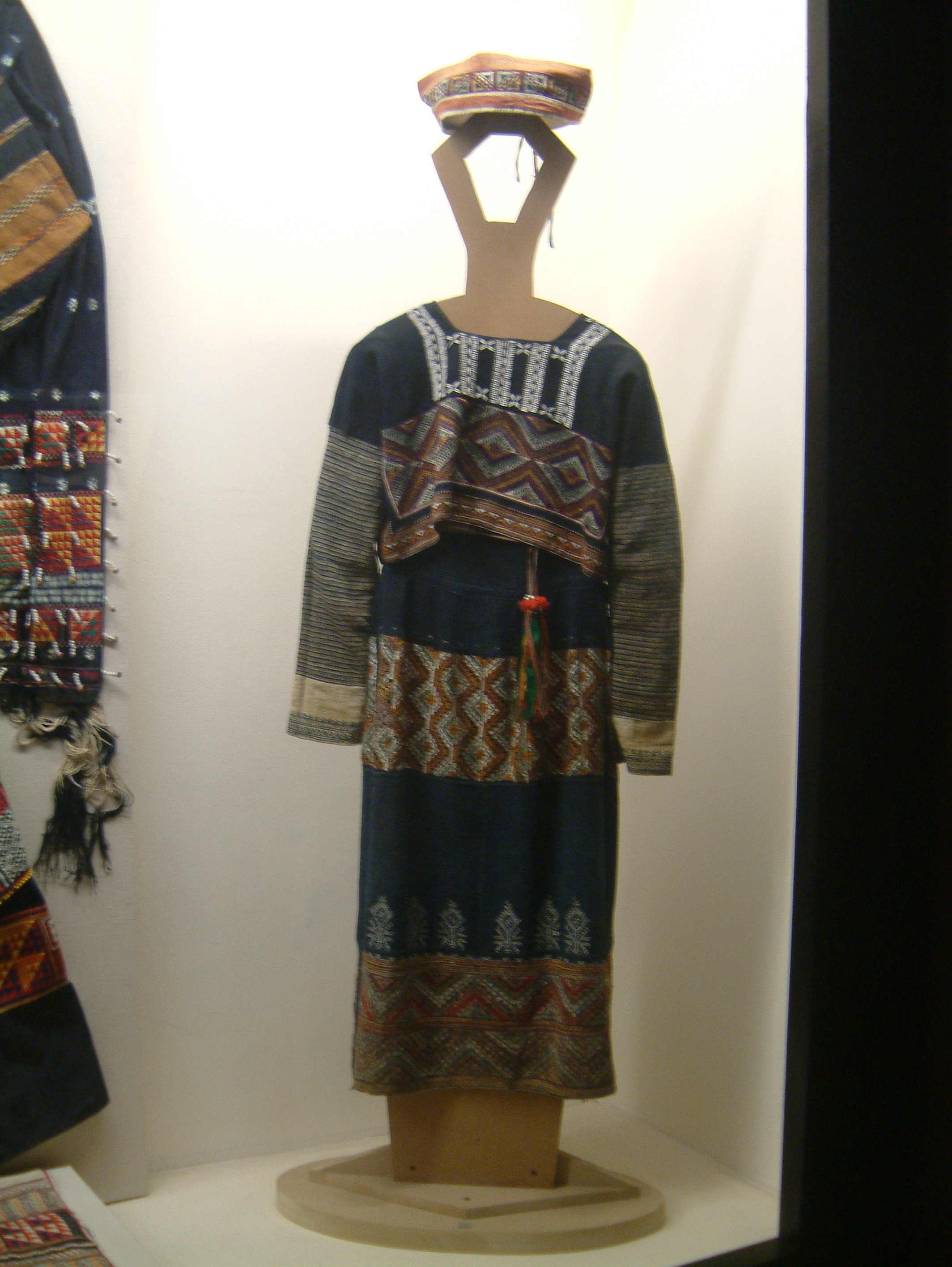
Trang phục dân tộc Phù Lá, trưng bày tại Bảo tàng Dân tộc học Việt Nam

Người Phù Lá (tiếng Trung: 夫拉族; Hán-Việt: Phù Lạp tộc; bính âm: Fū lā zú) còn có tên gọi khác là Xá Phó, Bồ Khô Pạ, Mú Dí Pạ, Phổ, Va Xơ Lao, Pu Dang, là một dân tộc thiểu số cư trú tại miền Bắc Việt Nam và miền Nam Trung Quốc.
Tại Việt Nam người Phù Lá là một dân tộc được công nhận trong số 54 dân tộc tại Việt Nam, có số dân theo Điều tra dân số năm 2019 là 12.471 người.
Người Phù Lá nói tiếng Phù Lá, một ngôn ngữ của nhóm ngôn ngữ Lô Lô, thuộc ngữ tộc Tạng - Miến trong ngữ hệ Hán - Tạng.

## Cư trú
Người Phù Lá tại Việt Nam có dân số năm 1999 là 9.046 người, đông nhất là ở Lào Cai, ngoài ra họ sống ở các tỉnh Yên Bái, Hà Giang. Người Phù Lá ở Việt Nam có hai nhóm là Xá Phó (Phù Lá Lão, Lao Pạ) và Phù Lá (Pu La). Người Xá Phó trước đây gọi là Lao Pạ. Nghĩa của từ này được giải thích là "người săn thú". Thời xa xưa hơn nữa, họ còn có tên là Gu Nhu, nghĩa là "người rừng". Thời đó, người Xá Phó hay Gu Nhu sinh sống chủ yếu dựa vào rừng già để săn bắn thú rừng. Người Phù Lá Đen (Mu Dí Pạ, Xơ Di Pạ) sinh sống tại xã A Lù, huyện Bát Xát còn người Phù Lá Hoa (Bồ Khô Pạ) sinh sống tại Xín Mần, Hà Giang.
Ngoài ra còn có nhóm Phù Lá Hán (Phu Kha, Phù Lá Trắng) ở Mường Khương và Bắc Hà di cư muộn vào Việt Nam.
Theo Tổng điều tra dân số và nhà ở năm 2009, người Phù Lá ở Việt Nam có dân số 10.944 người, có mặt tại 23 trên tổng số 63 tỉnh, thành phố. Người Phù Lá cư trú tập trung tại các tỉnh: 
Lào Cai (8.926 người, chiếm 81,6% tổng số người Phù Lá tại Việt Nam), 
Yên Bái (942 người) tại xã Châu Quế, huyện Văn Yên, 
Hà Giang (785 người), 
Điện Biên (206 người), 
Hà Nội (28 người)...
Có khoảng 4.200 người Phù Lá sống tại Trung Quốc, nhưng tại đây họ được phân loại như là thành viên của nhóm sắc tộc Di (Yi).

## Đặc điểm kinh tế
Đời sống kinh tế của dân tộc Phù Lá dựa vào việc làm nương và ruộng bậc thang. Chăn nuôi gồm có trâu để kéo cày, ngựa để thồ, gà, lợn để lấy thịt. Nghề thủ công nổi tiếng của người Phù Lá là đan mây, tre làm gùi và các dụng cụ để chứa đựng... với nhiều hoa văn đẹp. Những sản phẩm này, họ còn mang bán hoặc đổi hàng, được nhiều dân tộc khác ưa dùng.

## Tổ chức cộng đồng
Dân tộc Phù Lá sống thành bản riêng, xen kẽ trong vùng có nhiều dân tộc như Mông, Dao, Tày. Mỗi bản thường có từ 10 đến 5 nóc nhà. 
Các già làng, trưởng bản, trưởng dòng họ có vai trò rất lớn trong việc điều hành các công việc ở làng bản.

## Hôn nhân gia đình
Thanh niên nam nữ không bị ép buộc trong hôn nhân. Khi yêu nhau, trai gái nói cho bố mẹ biết, hai gia đình sẽ tổ chức bữa cơm thân mật. Từ đó đôi trai gái coi như đã đính hôn. Đám cưới có thể tổ chức sau một, hai năm. Theo tập quán Phù Lá, cô dâu về ở nhà chồng.

## Nhà cửa
Người Phù Lá có cả nhà sàn và nhà đất. Người Phù Lá ở Bắc Hà, Mường Khương, Si Ma Cai ở nhà đất. Phu Lá Hoa, Phù Lá Bô Khố Pạ ở nhà sàn. 
- Nhà đất: vì kèo đơn giản chỉ có một bộ kèo tam giác gồm hai kèo và một quá giang gác lên dầu tường. Hoặc có thêm một cột hiên.
- Nhà sàn: nhà thường ba gian hai chái. Vì kèo ba cột giống nhà người Hà Nhì. Gian chính giữa, giáp vách tiền là chạn bát, ở giữa nhà là bếp, giáp vách hậu là bàn thờ.

## Trang phục
Trang phục Phù Lá độc đáo trong lối tạo dáng và phong cách thẩm mỹ, khó lẫn lộn với bất cứ tộc người nào trong cùng ngữ hệ và khu vực vừa mang nét đẹp cổ truyền và cũng khá "hiện đại".

### Trang phục nam
Thường nhật, nam giới mặc áo loại xẻ ngực (Bảo thắng, Lào Cai). Áo được may từ 6 miếng vải, cổ thấp, không cài cúc nẹp ngực viền vải đỏ, ống tay hẹp, cổ tay thêu hoa văn như áo phụ nữ.

### Trang phục nữ
Phụ nữ Phù Lá chưa chồng thường để tóc dài quấn quanh đầu. Đầu thường khăn vuông đen hoặc chàm, bốn góc và giữa khăn có đính hạt cườm. Người Phù Lá không có tục mặc hai áo như một số dân tộc (Tày, Dao đỏ...). Họ thường mặc áo ngắn 5 thân, dài tay, cổ vuông, thấp, chui đầu. Trên nền chàm của áo, thân được chia thành các khu vực trang trí (2 phần gần như chia đôi giữa thân, vai, và ống tay cũng như gấu áo). Cổ áo vuông và mô típ hoa văn trang trí cũng như lối bố cục dùng màu khó làm cho áo phụ nữ Phù Lá lẫn lộn với các tộc người khác. Vay màu chàm đen, đầu và chân váy được trang trí hoa văn màu đỏ, trắng vàng (giống áo) với diện tích 2/3 trên nền chàm. Đầu vấn khăn, hoặc đội mũ thêu ghép hoa văn theo lối chữ nhất (-). Chị em còn có loại áo dài 5 thân cài nách phải, hoặc loại tứ thân cổ cao, tròn cài cúc vải.

## Người Phù Lá có danh tiếng
| Tên          | Sinh thời | Hoạt động                                                                                |
| ------------ | --------- | ---------------------------------------------------------------------------------------- |
| Sần Sín Sỉnh | 1982-...  | Đại biểu Quốc hội Việt Nam khóa 14 (2016-2021), quê xã Lùng Phình, huyện Bắc Hà, Lào Cai |